# Kamisunagawa
Kamisunagawa (上砂川町?, Kamisunagawa-chō) è una cittadina del Giappone della prefettura di Hokkaidō. Fa parte della sottoprefettura di Sorachi e dell'omonimo distretto di Sorachi.